# Pi (črka)
Pi (grško starogrško πι; velika črka: Π, mala črka: π) je šestnajsta črka grške abecede in ima številčno vrednost 80. Pi se je razvil iz feničanske črke pe (). Iz grške črke Π izvira cirilična črka П.
V grščini se črka Π praviloma izgovarja kot p. Posebnost v izgovorjavi je digraf ΜΠ, ki se izgovarja kot mb, na začetku besede pa kar kot b, npr.:
starogrško μπανάνα [banana], starogrško μπετόν [beton], ipd.

## Pomeni
- število π v matematiki pomeni razmerje med obsegom in premerom poljubnega kroga (π ≈ 3.14159265...)
- veliki Π je v matematiki simbol za množenje večjega števila faktorjev

{\displaystyle \prod _{i=1}^{n}x_{i}=x_{1}\cdot x_{2}\cdot x_{3}\cdot \cdots \cdot x_{n}}
- v astronomiji je π oznaka za šestnajsto zvezdo v ozvezdju
- v fiziki je π oznaka za delce, ki jih imenujemo pioni: π0, π+ in π−

## Unicode
|                | Velika črka Π        | Mala črka π        |
| -------------- | -------------------- | ------------------ |
| Unicode UTF-16 | U+03A0               | U+03C0             |
| Ime Unicode    | Velika grška črka pi | Mala grška črka pi |
| Koda HTML      | &#928;               | &#960;             |
| Enota HTML     | &Pi;                 | &pi;               |